# Liese Prokop

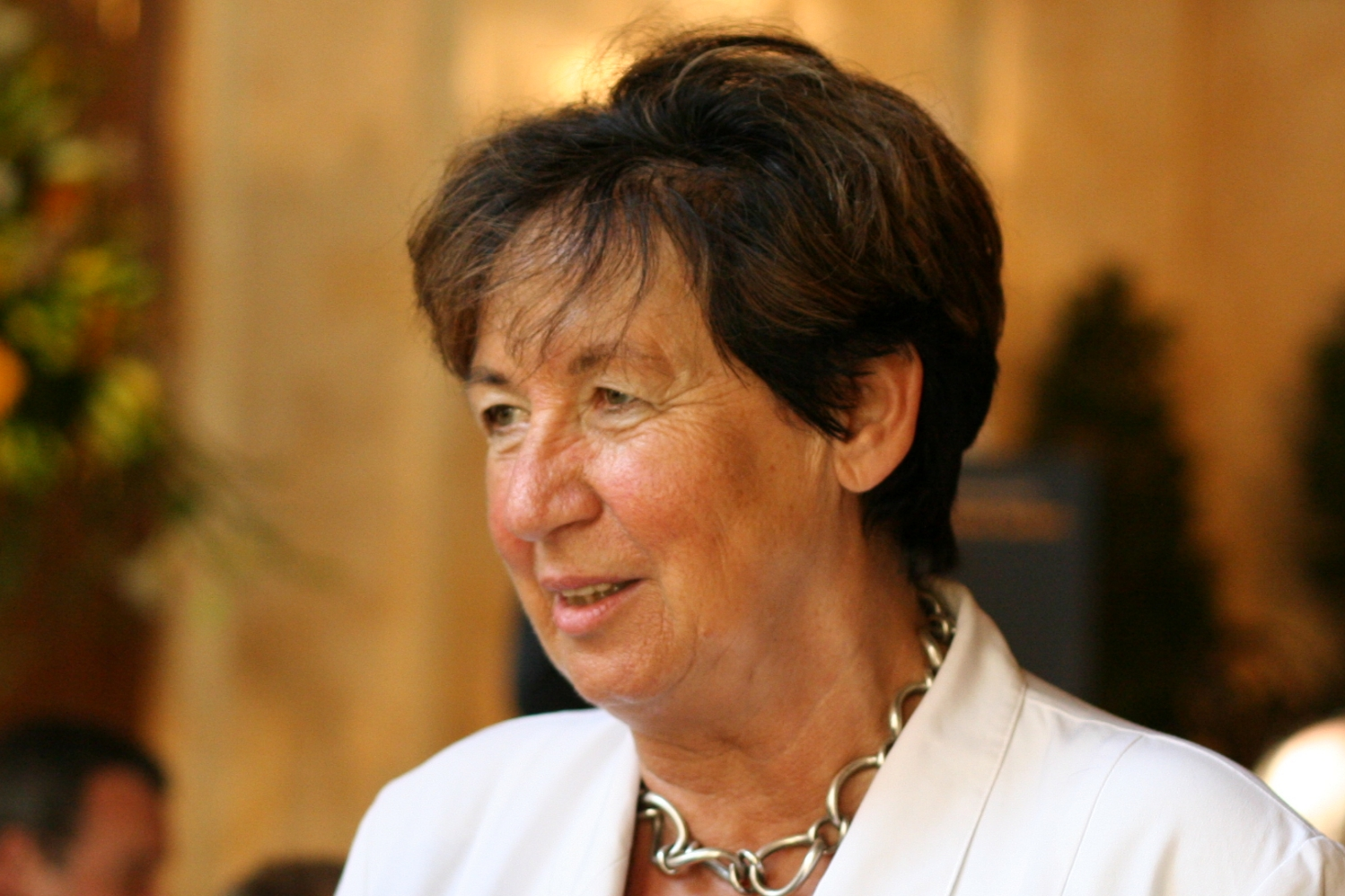
Liese Prokop, june 2006.

Liese Prokop (* 27 de marzo de 1941 en Viena como Liese Sykora; † 31 de diciembre de 2006 en St. Pölten) fue una político austríaca del ÖVP, que ejerció el cargo de Ministra de Interior entre 2004 y 2006. Antes de su carrera política fue una exitosa atleta en su juventud.
Liese Sykora nació en Viena durante la Segunda Guerra Mundial pero creció en las cercanas localidades de Korneuburg y Tulln, fuera de los límites de la ciudad y ya en el estado de Baja Austria. Estudió biología en Viena, pero en 1962 interrumpió sus estudios a causa del fallecimiento de su padre. Trabajó como consejera de jóvenes y empezó también su carrera como deportista.
En 1965 se casó con el entrenador Gunnar Prokop del que tomaría su apellido y con el que tendría dos hijos y una hija, la jugadora de balonmano Karin Prokop. Perteneciente a una familia de deportistas, fue hermana de la atleta Maria Sykora y tía del esquiador Thomas Sykora.

## Carrera deportiva
Prokop destacó en diversas modalidades atléticas dentro de su país, pero a nivel internacional compitió en pentatlón femenino, una modalidad atlética femenina predecesora del actual heptatlón, que se practicó en los Juegos Olímpicos entre 1964 y 1980. En el pentatlón femenino se combinaban las pruebas de lanzamiento de peso, salto de altura, 100 metros vallas, salto de longitud y 100 metros lisos. En 1967 ganó la competición de pentatlón femenino de la Universiada de Tokio. Su máximo éxito llegó en los Juegos Olímpicos de 1968 en Ciudad de México donde obtuvo la Medalla de Plata por detrás de la alemana Ingrid Mickler-Becker. En 1969 estableció un récord mundial de pentatlón femenino con 5352 puntos y obtuvo el Campeonato de Europa en Atenas. Además fue elegida deportista del año en Austria. Fue 50 veces campeona de Austria, los records que estableció en salto de longitud y lanzamiento de peso no fueron superados hasta 1998 y 1999 respectivamente.

## Carrera política
En 1969, en el cenit de su carrera deportiva y popularidad, abandona su carrera deportiva e inicia una también destacada carrera política, siempre en las filas del conservador Partido Popular de Austria (ÖVP). El 20 de noviembre de 1969, valiéndose de su popularidad y a pesar de carecer de experiencia política previa, es elegida diputada del parlamento regional de Baja Austria. Permanecería en este cargo entre 1981 y 1992, dedicando principalmente sus esfuerzos a temas como la familia y la promoción del deporte. En 1992 fue elegida presidenta del estado de Baja Austria.
El salto de la política regional a la política nacional lo dio el 22 de diciembre de 2004 cuando sustituyó al dimitido ministro Ernst Strasser en la cartera de Interior, convirtiéndose en la primera mujer en ocupar ese cargo.

## Ministra de Interior de Austria (2004-2006)
Durante su mandato como ministra de interior Liese Prokop se destacó por su lucha contra el crimen callejero. Entre las medidas tomadas para luchar contra el crimen, destacó la instalación de cámaras de vigilancia en varios lugares de Austria, así como la instalación de equipos para el rastreo de matrículas en las autopistas. Estas medidas resultaron impopulares en ciertos sectores de la población y la ministra fue galardonada en 2006 con el anti-premio Gran Hermano por su contribución a la violación del derecho a la intimidad.
Otras críticas que recibió la ministra durante su mandato se centraron en la violación de derechos humanos por parte de la policía y en acusaciones de actitud racista de la misma. Estas críticas se centraron especialmente en el caso del ciudadano gambiano Bakary J. que fue maltratado por 4 policías. Otras críticas se centraron en el recorte de los derechos de los inmigrantes y en el del derecho de asilo.
Una importante polémica que protagonizó Liese Prokop en su mandato fue la del estudio titulado Perspectiva de la integración de ciudadanos musulmanes en Austria que presentó Prokop en mayo de 2006. Haciendo referencia a dicho informe Prokop afirmó públicamente que el 45% de los musulmanes de Austria no deseaban integrarse en la sociedad austríaca. El autor del estudio (Mathias Rohe) se distanció públicamente de dicha interpretación del informe, lo que hizo caer un aluvión de críticas en las semanas siguientes sobre las afirmaciones de Prokop. Esta, sin embargo, se mantuvo firme en sus conclusiones.

## Fallecimiento
Su fallecimiento se produjo de forma sorpresiva el 31 de diciembre de 2006 a causa de la ruptura de la vena aorta, según indicó el Ministerio del Interior austríaco. La política comenzó a quejarse de dolores en el pecho y sufrió un colapso falleciendo de camino al hospital de la localidad de Sankt Pölten mientras era trasladada desde la localidad de Annaberg donde poseía una casa.
- Datos: Q93764
- Multimedia: Liese Prokop / Q93764